# 1959 في السعودية
تحتوي هذه المقالة على أهم الأحداث التي شهدتها السعودية في 1959، إضافة إلى أهم الشخصيات السعودية التي وُلدت، أو تُوفيت في هذه السنة.

## السياسة

### الحكم
الملك: سعود بن عبد العزيز آل سعود

### تعيينات
- تعيين الأمير فيصل بن عبدالعزيز آل سعود (حينذاك) وزيرًا للداخلية من قبل الملك سعود بن عبدالعزيز آل سعود واستمر في منصبه لمدة سنة واحدة و تم اعفاؤه عام 1960م .سمير الناصر، ممثل سعودي من مواليد 10 أبريل 1959م

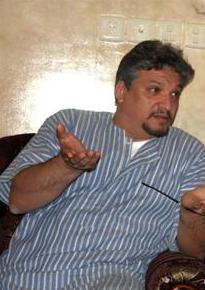
سمير الناصر، ممثل سعودي من مواليد 10 أبريل 1959م

## أحداث
- إنشاء كلية العلوم في أول جامعة سعودية «جامعة الملك سعود».
- ابتداء التعليم الفني بإنشاء المعهد الملكي الصناعي بالرياض.
- دراسة الحالة المالية للمملكة وسبب تدهورها.
- إنشاء الرئاسة العامة لتعليم البنات.[1]
- تأسيس شركة الجبس الأهلية (جبسكو) وهي شركة مساهمة سعودية مقرها الرياض برأس مال ثلاثمئة وستة عشر مليون ريال سعودي. تنشط الشركة في إنتاج وتصنيع الجبس ومشتقاته وتوابعه والاتجار به.[2] دخلت في سوق الأسهم السعودية في سنة 1993.
- الملك سعود يقوم بزيارة إلى ألمانيا ويقيم ببلدة "باد نوهايم" لمدة أربعة أسابيع، وكان بصحبته وفد مكون من 80 دبلوماسي.[3]
- تأسيس النادي الوطني وهو ناد رياضي سعودي يعد أقدم أندية منطقة تبوك الستة. بدأ نشاط النادي برياضة كرة القدم بالإضافة للنشاط الثقافي، في عام 1387هـ توقفت مسيرة النادي حين تم حل النادي وتوقفت نشاطاته، وفي عام 1392/1393هـ بدأ محبو النادي بالمطالبة بإعادة افتتاح النادي والترخيص له لمزاولة نشاطه بالمنطقة وتم ذلك بالفعل عام 1394هـ حيث تم الترخيص له ولايزال يؤدي دوره الثقافي والاجتماعي والرياضي حتى الآن. [4]
- الخطوط الجوية السعودية تنشىء أول مركز للصيانة في مدينة جدة وطارت لأول مرة بين جدة والرياض.[5]
- تعيين محمد القثمي قائد لنادي الأهلي السعودي واستمرت قيادته من الفترة الممتدة من 1959 إلى 1963 م .
- بعد 5 سنوات من المشاورات، اختارت "أرامكو" أول سعوديين ليكونا ضمن مجلس إدارتها وهما عبدالله الطريقي، مدير عام البترول والثروة المعدنية وحافظ وهبة مبعوث سابق للسعودية لدى المملكة المتحدة.[6]
- عبدالله الطريقي، مدير عام البترول والثروة المعدنية، ينضم إلى توم بارقر نائب رئيس "أرامكو"، في حفل افتتاح معمل حقن الغاز في عين دار. [7]

### أبريل
- 7: فيصل بن عبدالعزيز آل سعود يشارك في مؤتمر وزراء الخارجية العرب، المنعقد في بيروت لبحث موقف الحكومة العراقية المعادي للجمهورية العربية المتحدة.

### سبتمبر
- 17: بدأ صدور مجلة روضة وهي مجلة سعودية لصاحبها ورئيس تحريرها طاهر زمخشري، ومدير تحريرها هو عبد الغني قستي، صدر منها 27 عدداً خلال سبعة أشهر،، تنشر المجلة قصص الكرتون بمعدل 3 صفحات من بين 16 صفحة، وتوقفت تماماً عن الصدور في 12 مايو، 1960م، تولى إدارة تحريرها في أعدادها الأخيرة الكاتب محمد زكي عوض.[8]

غلاف مجلة روضة والتي بدأت الصدور في 17 سبتمبر 1959م

## مواليد
- صالح بن عبد العزيز بن محمد آل الشيخ أكاديمي ووزير دولة وعضو مجلس الوزراء السعودي وعضو في مجلس الشؤون السياسية والأمنية من مواليد مدينة الرياض، وهو أستاذ للعلوم الشرعية ووزير سابق للشؤون الإسلامية والدعوة والإرشاد في المملكة العربية السعودية، الفترة الأولى 1420-1436 هـ، والثانية 1436-1439 هـ، يرجع بنسبه للإمام محمد بن عبد الوهاب.[9]
- فيصل بن مشعل بن سعود بن عبد العزيز آل سعود أمير منطقة القصيم منذ 29 يناير 2015

- الفريق ركن فهد بن تركي الثاني بن عبد العزيز آل سعود[10] وهو قائد قوات التحالف العربي لدعم الشرعية في اليمن حتى 31 أغسطس 2020، وكان قائداً للقوات البرية الملكية السعودية سابقاً، وقائد وحدات المظليين وقوات الأمن الخاصة السعودية. عُيّن قائداً للقوات المشتركة بتاريخ 11 جمادى الآخرة 1439 هـ، وفي 31 أغسطس 2020 صدر أمرٌ ملكيٌّ بإحالته للتقاعد والتحقيق في قضية فساد مالي.[11]
- عبد الله الوهيّب، يعد من أبرز لاعبي كرة اليد في السعودية, لعب في نادي العربي السعودي
- سعد خليل إبراهيم الحميّد، شاعر غنائي سعودي

### يناير
- 1: صالح العريض، مذيع ومُقدم برامج سعودي، اشتهر بتقديمه لبرنامج مواهب وأفكار. وهو مدرب وحكم دولي في رياضة الكاراتيه والدفاع عن النفس وخبير في البرامج الترفيهية.

- 1: خالد الرفاعي، ممثل كوميدي سعودي.
- 10: بكر الشدي، أول ممثل خليجي يحصل على الدكتوراه في الأدب المسرحي.[12]
- 10: فيصل بن منصور بن عتيق بن غفلان الرياحي البقمي شاعر محاورة وعرضة شعبي، اشتهر بالمحاورات مع عدد من الشعراء المعروفين.[13]

- 11: عبد الرحمن بن زيد الزيد حكم كرة قدم سعودي دولي سابق، بدأ مشواره في عام 1982م وقاد العديد من المباريات المحلية في المسابقات السعودية، وحكم في كأس الخليج 1992، وقد تم استدعائه من قبل الفيفا في مونديال كأس العالم 1998؛ ليكون ضمن الحكام المشاركين فيه.[14]
- 17: محمد الكنهل، ممثل سعودي، شارك في العديد من المسلسلات ومنها مسلسل طاش ما طاش. واشتهر باللزم «مادريتا» و«أنت توحي».

### أبريل
- 3: عادل بن سالم بن سعيد الكلباني «أبي عبد الإله» إمام وخطيب سعودي من مواليد الرياض، كان إمامًا لجامع الملك خالد بالرياض زهاء 20 عامًا، وكُلِّف بالمشاركة في إمامة المصلين بالحرم المكي في تراويح رمضان 1429هـ، وبعد انقضاء الشهر، انتهى تكليفه وعاد للرياض.

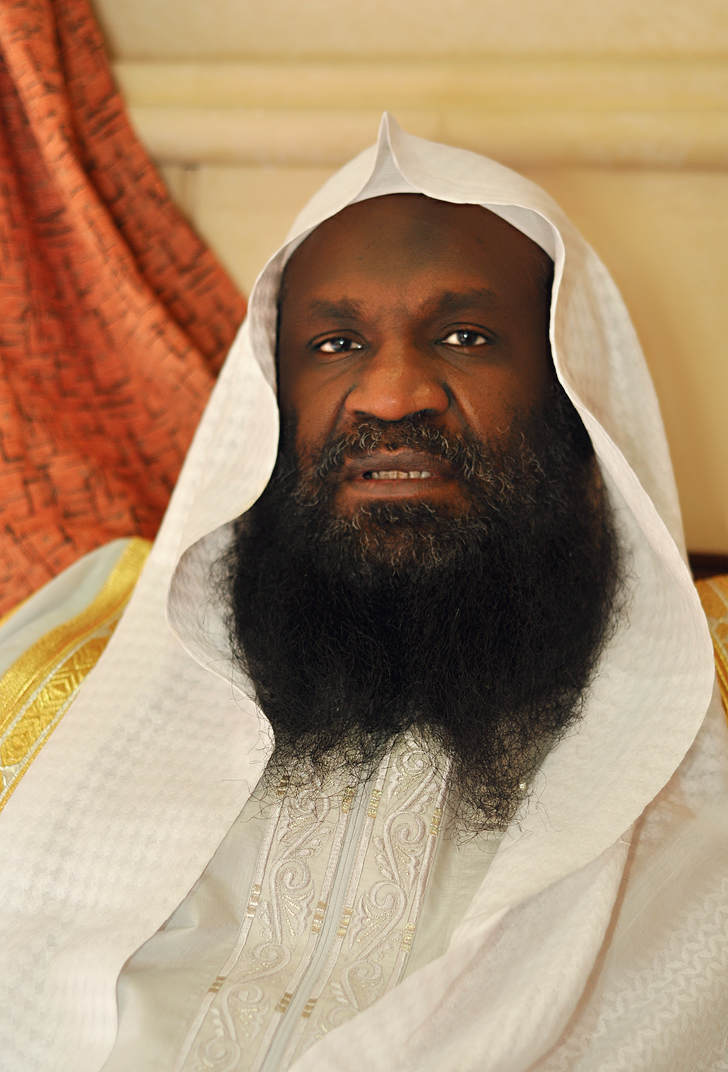
إمام سابق للحرم المكي، عادل الكلباني من مواليد سنة 1959 م

- 10: سمير الناصر، ممثل سعودي.

### يونيو
- 21: نمر باقر النمر، رجل دين معارض.

### أغسطس
- 30: محمد بن نايف بن عبد العزيز آل سعود، شغل منصب وزير الداخلية وولي العهد سابقاً.

### أكتوبر
- 6: الأمير تركي بن سلطان بن عبد العزيز آل سعود، كان نائباً لوزير الثقافة والإعلام للشؤون الإعلامية والمشرف العام على القنوات الرياضية السعودية.

### نوفمبر
- 1: ماجد عبد الله، لاعب كرة قدم وأحد أبرز لاعبي وهدافي المنتخب ونادي النصر السعودي.

### ديسمبر
- 30: عائض بن عبد الله القرني كاتب وشاعر وداعية إسلامي سعودي. له الكثير من الكتب والخطب والمحاضرات الصوتية والمرئية من دروس ومحاضرات وأمسيات شعرية وندوات أدبية. يُعد كتاب لا تحزن أبرز نتائج القرني المعرفي حيث بيع منه أكثر من عشرة ملايين نسخة.[15]
- 31: عمر صالح المهنا حكم سعودي، ويعد من أبرز الحكام في منطقة الخليج؛ بدأ التحكيم في المنطقة الشرقية عام 1976، وتدرج إلى حكم ساحة في عدد من دورات الخليج ونهائيات كأس آسيا.[16] وكان سابقًا رئيس لجنة الحكام الرئيسية بالاتحاد السعودي لكرة القدم، يعمل حالياً كمحلل تحكيمي في القنوات الرياضية السعودية.